# لوئیس زامپرینی
لوئیس زامپرینی (انگلیسی: Louis Zamperini; ۲۶ ژانویهٔ ۱۹۱۷ – ۶ ژوئیهٔ ۲۰۱۴) فرد نظامی و دونده در بازی‌های المپیک تابستانی ۱۹۳۶ اهل ایالات متحده آمریکا بود.
وی همچنین برندهٔ جوایزی همچون نشان هوایی، پرپل هارت، و صلیب پرواز ممتاز (ایالات متحده) شده‌است.
شکست‌ناپذیر (فیلم ۲۰۱۴) درباره اوست.